# Siemion Sarkisow
Siemion Aleksandrowicz Sarkisow (ros. Семён Александрович Саркисов, ur. 7 lutego/19 lutego 1895 w Górskim Karabachu, zm. 30 grudnia 1971) – ormiańsko-rosyjski lekarz neurolog i neuroanatom. W 1923 roku ukończył I Uniwersytet Moskiewski i został asystentem w uniwersyteckiej klinice neurologicznej, kierowanej przez Grigorija Rossolimo. W latach 1926-27 specjalizował się w cytoarchitektonice w Berlinie u Oskara Vogta. Od utworzenia Institutu Mozga w 1927 roku do 1936 był asystentem, a od 1937 do 1968 następcą Vogta na stanowisku dyrektora instytutu.
Wśród prac Sarkisowa znajdywały się atlas mózgu i atlas cytoarchitektoniki, zredagowane wspólnie z Filimonowem, monografie i artykuły poświęcone cytoarchitektonice mózgu i elektrofizjologii.

## Wybrane prace
- Zur Frage der Zentren des vegetativen Nervensystems. Journal für Psychologie und Neurologie 35, ss. 28-41, 1927
- Ueber die postnatale Entwicklung einzelner cytoarchitektonischer Felder beim Hunde. Journal für Psychologie und Neurologie 39, ss. 486-505, 1929
- Ueber die Schrumpfung des Gehirns bei Paraffineinbettung (zur Methodik der cytoarchitektonischen Forschung). Journal für Psychologie und Neurologie 41, ss. 76-95, 1930
- Атлас большого мозга человека и животных. Под ред. С.А. Саркисова и И.Н. Филимонова. М.: Издание Гос. Института мозга, 1937
- Некоторые особенности строения нейрональных связей коры большого мозга. М., 1948
- Учение И.П. Павлова о высшей нервной деятельности и современные данные морфологии коры большого мозга. Журнал высшей нервной деятельности т. 2, вып. 1 (1952)
- Некоторые особенности структурных образований высших отделов центральной нервной системы и их физиологическое значение. Журнал невропатологии и психиатрии имени С.С. Корсакова т. 57, вып. 1 (1957)
- Электронная микроскопия мозга. 1967
- Архитектоника волокон корий большого мозга человека. Медицина, 1972
- Structure and Functions of the Brain (transl. Basil Haigh). Bloomington, IN: Indiana University Press, 1966.